# Nesidiochernes novaeguineae
Nesidiochernes novaeguineae är en spindeldjursart som beskrevs av Beier 1965. Nesidiochernes novaeguineae ingår i släktet Nesidiochernes och familjen blindklokrypare. Inga underarter finns listade i Catalogue of Life.